# Buick Verano (Chiny)
Buick Verano – samochód osobowy klasy kompaktowej produkowany pod amerykańską marką Buick od 2015 roku. Od 2021 roku produkowana jest druga generacja modelu.

## Pierwsza generacja

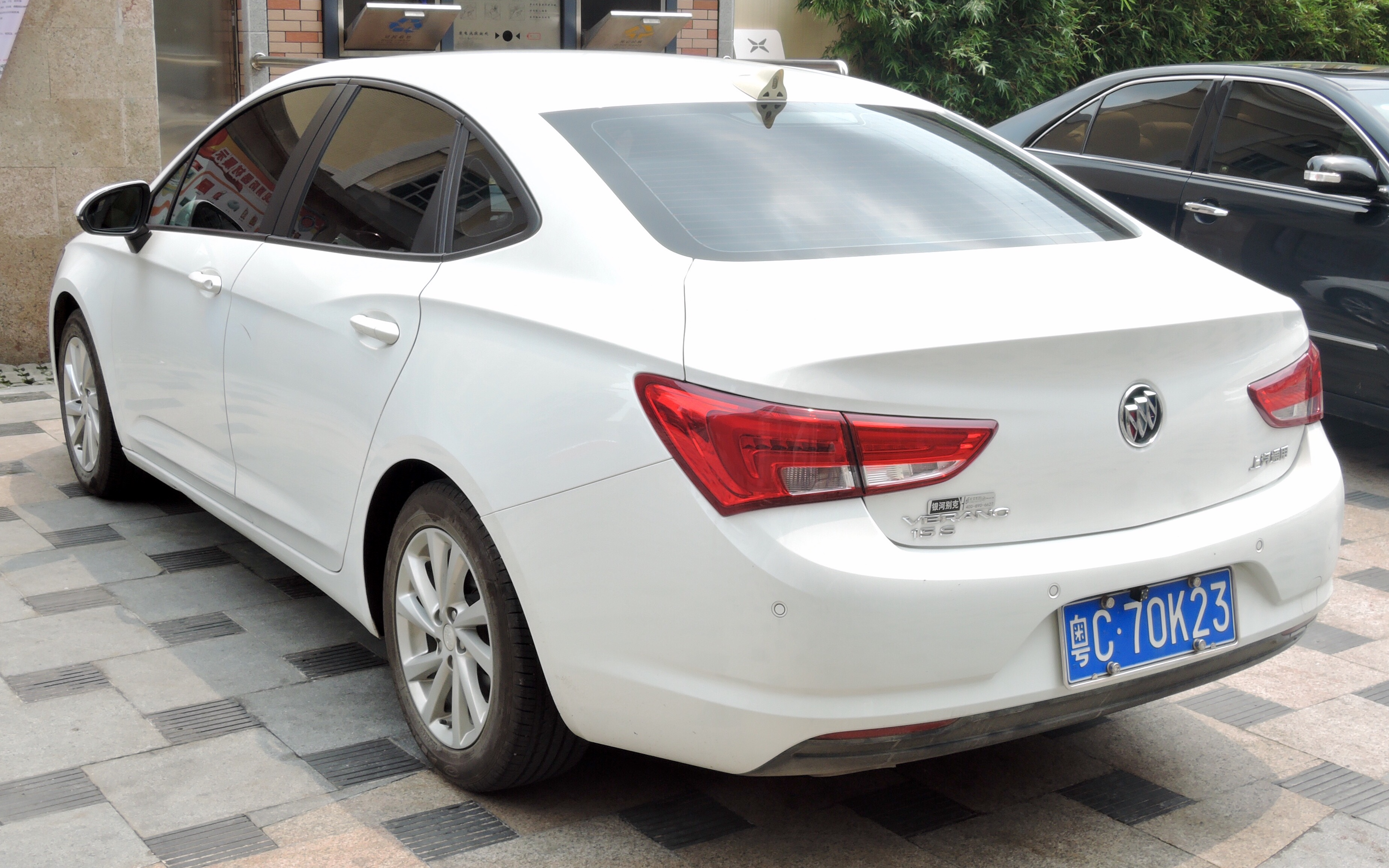
Buick Verano I - tył

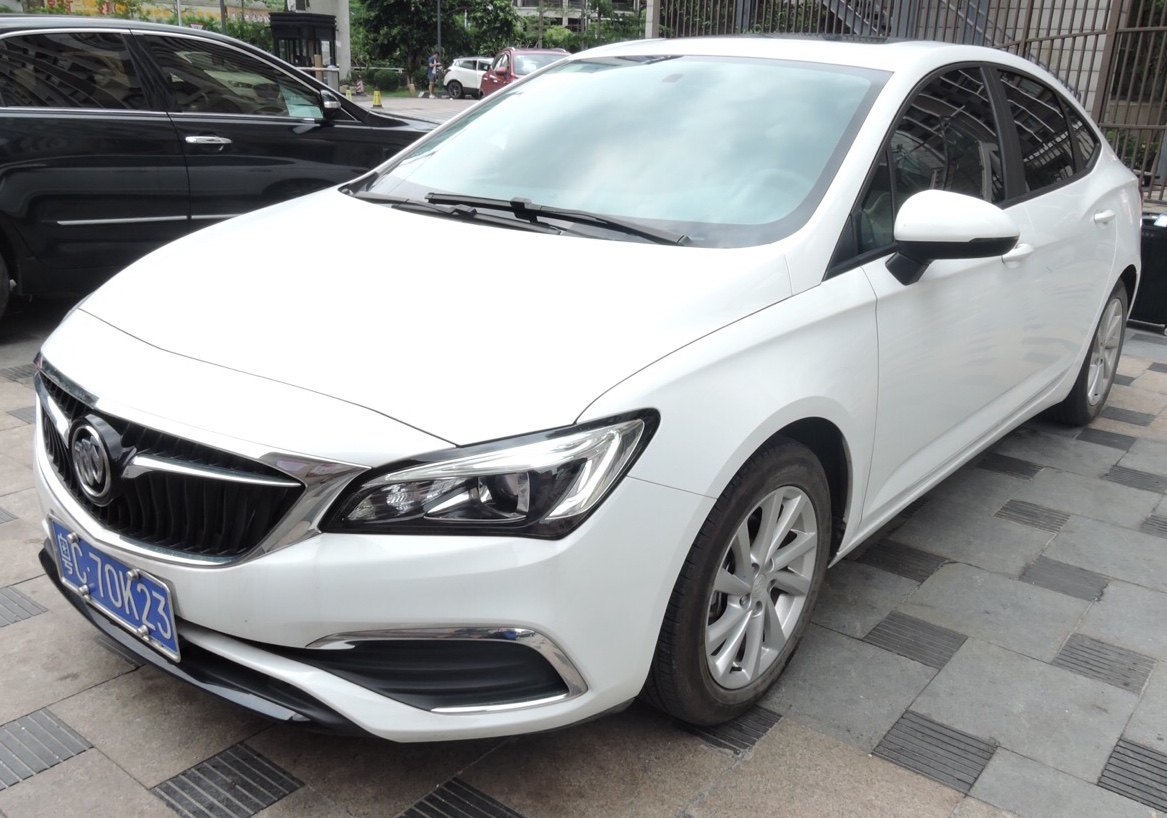
Buick Verano I po liftingu

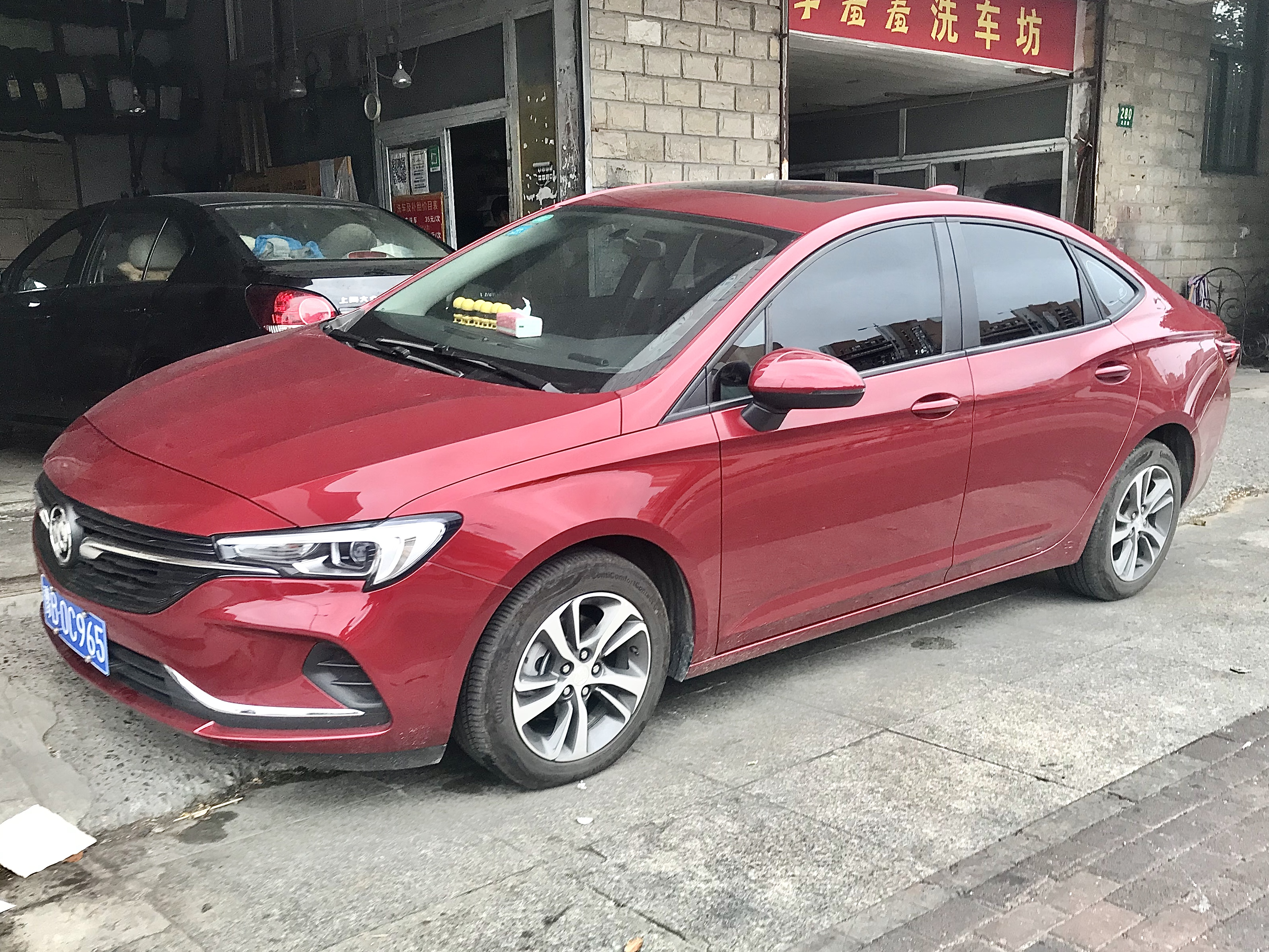
Buick Verano I po drugim liftingu

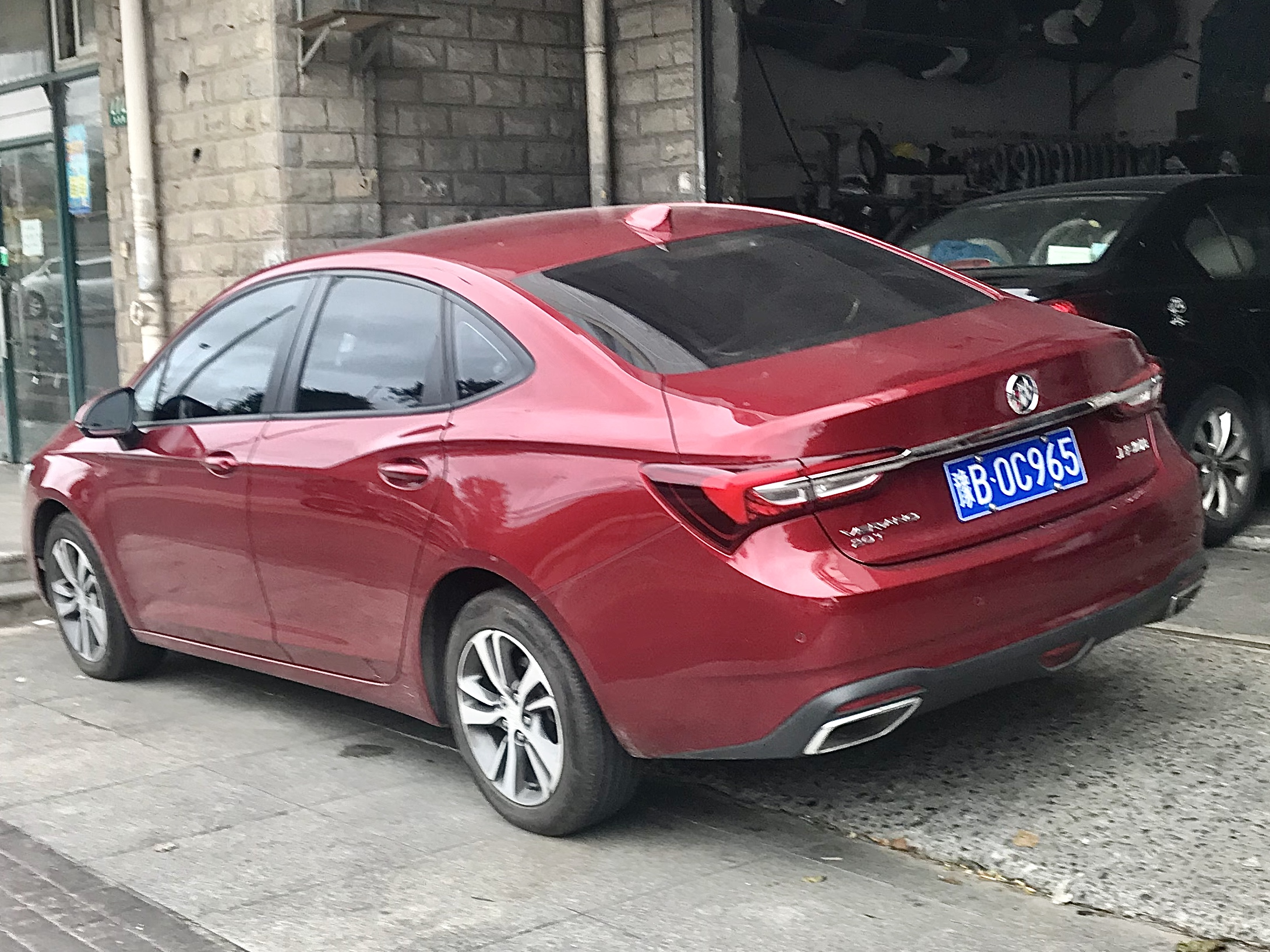
Buick Verano I - tył po drugim liftingu

Buick Verano I został zaprezentowany po raz pierwszy w 2015 roku.
Po sukcesach w budowie pozycji rynkowej w Chinach, lokalny oddział Buicka zdecydował się poszerzyć swoją ofertę modelową na tym rynku o modele zbudowane specjalnie z myślą o tym regionie. Jednym z elementów tej ofensywy był kompaktowy sedan Verano, który uplasował się między modelami Excelle GT i Regal. 
Nazwa ta została po raz pierwszy używa na rynku chińskim - wcześniej w latach 2011–2016 używana była dla amerykańskiej odmiany modelu Excelle GT poprzedniej generacji. Chińskie Verano powstało jako samodzielna konstrukcja SAIC-GM, dzieląc jednak globalną platformę D2XX koncernu General Motors.
Samochód utrzymano w aktualnym wówczas nowym języku stylistycznym Buicka, wyróżniając się dużym chromowanym grillem i strzelistymi reflektorami. Pas boczny urozmaiciły łukowate przetłoczenia, z kolei wzorem mniejszego Excelle GT tylne lampy zyskały trójkątną, dwukloszową formę.
Tożsamy z innymi modelami Buicka w Chinach projekt zastosowano także wobec deski rozdzielczej, będący rozwinięciem koncepcji znanej z europejskiego Opla Astry K. Pomiędzy podłużnymi nawiewami umieszczono wyświetlacz systemu multimedialnego.

### Restylizacje
Na przełomie 2017 i 2018 roku Buick przedstawił Verano w wersji sedan po gruntownej modernizacji. Samochód otrzymał zupełnie nowy wygląd pasa przedniego z innym kształtem reflektorów i szerszą atrapą chłodnicy, a także inne zderzaki. Charakterystycznym detalem stylistycznym stała się srebrna poprzeczka biegnąca przez 1/3 atrapy chłodnicy, którą płynnie połączono z reflektorami.
We wrześniu 2019 roku Buick Verano pierwszej generacji przeszedł drugą, znacznie obszerniejszą niż poprzednio restylizację. 
Samochód zyskał nie tylko nowy wygląd przedniej, jak i tylnej części nadwozia. Pas przedni zyskał znacznie większą i szerszą atrapę chłodnicy, a także mniejsze reflektory w kształcie bumerangów, które połączyła obszerna chromowana poprzeczka. Tylna część nadwozia zyskała przeprojektowane lampy, chromowaną poprzeczkę i miejsce na tablicę rejestracyjną przeniesioną na klapę bagażnika.

### Silniki
- L3 1.0l LIV
- L3 1.3l L3Z
- L4 1.5l LFV
- L4 2.0l LTG

### Verano Hatchback

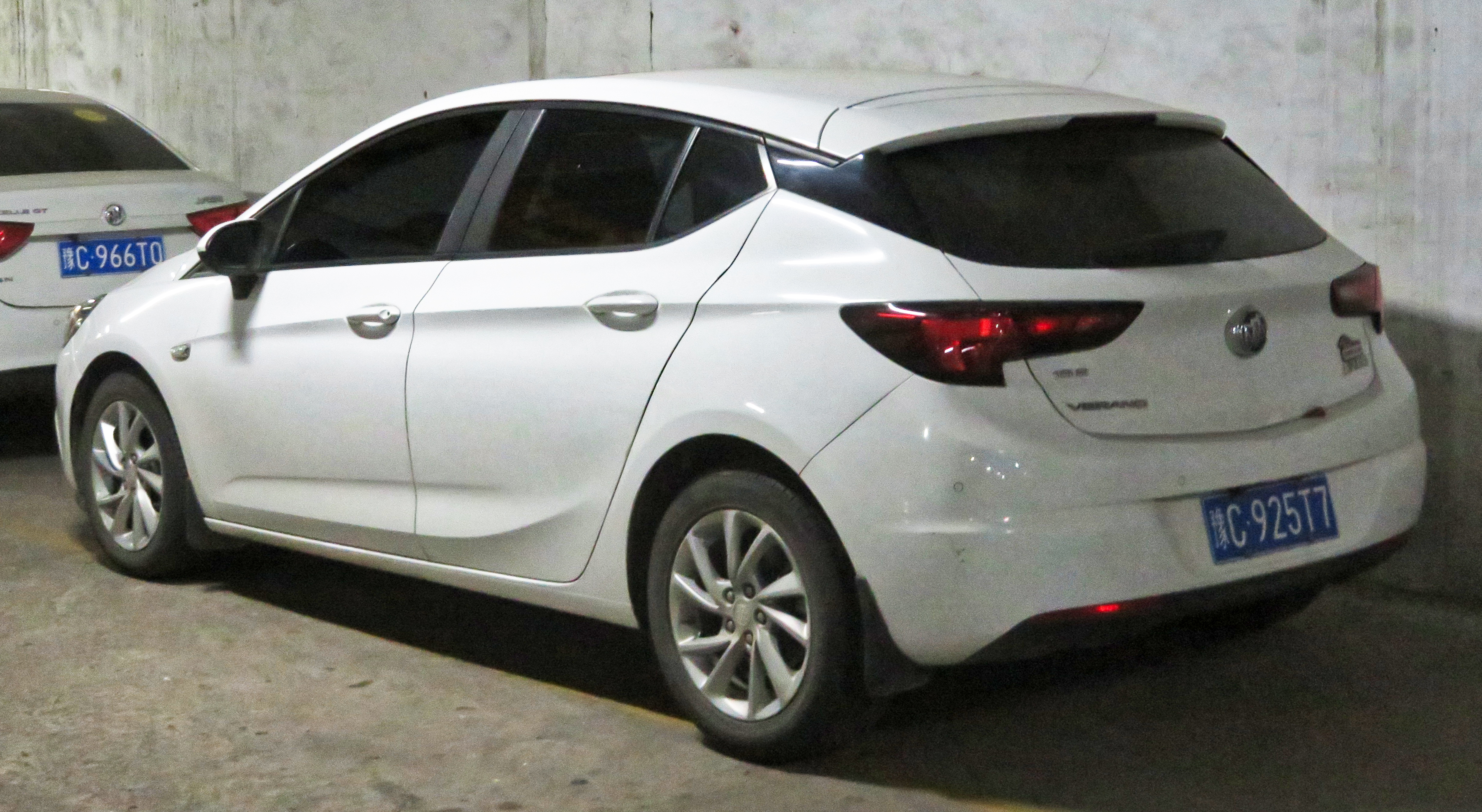
Buick Verano Hatchback - tył

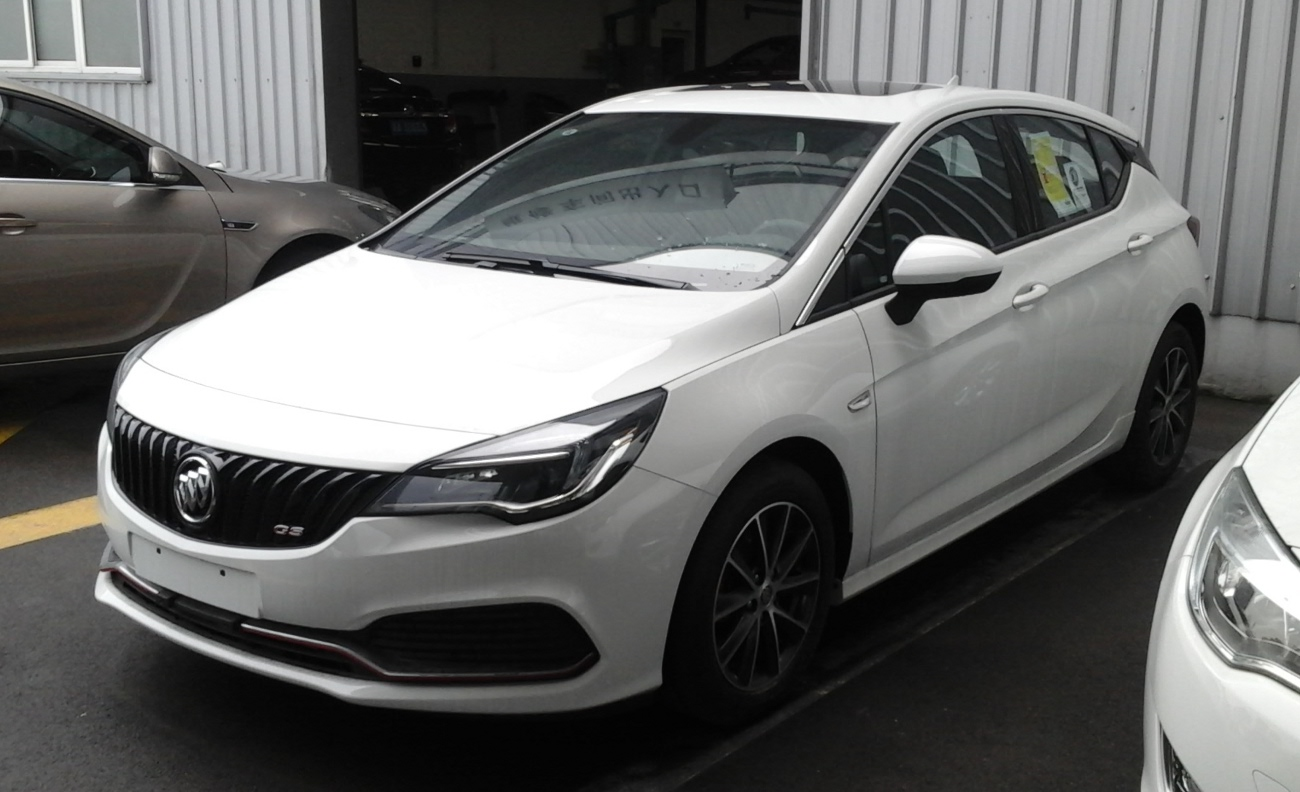
Buick Verano GS

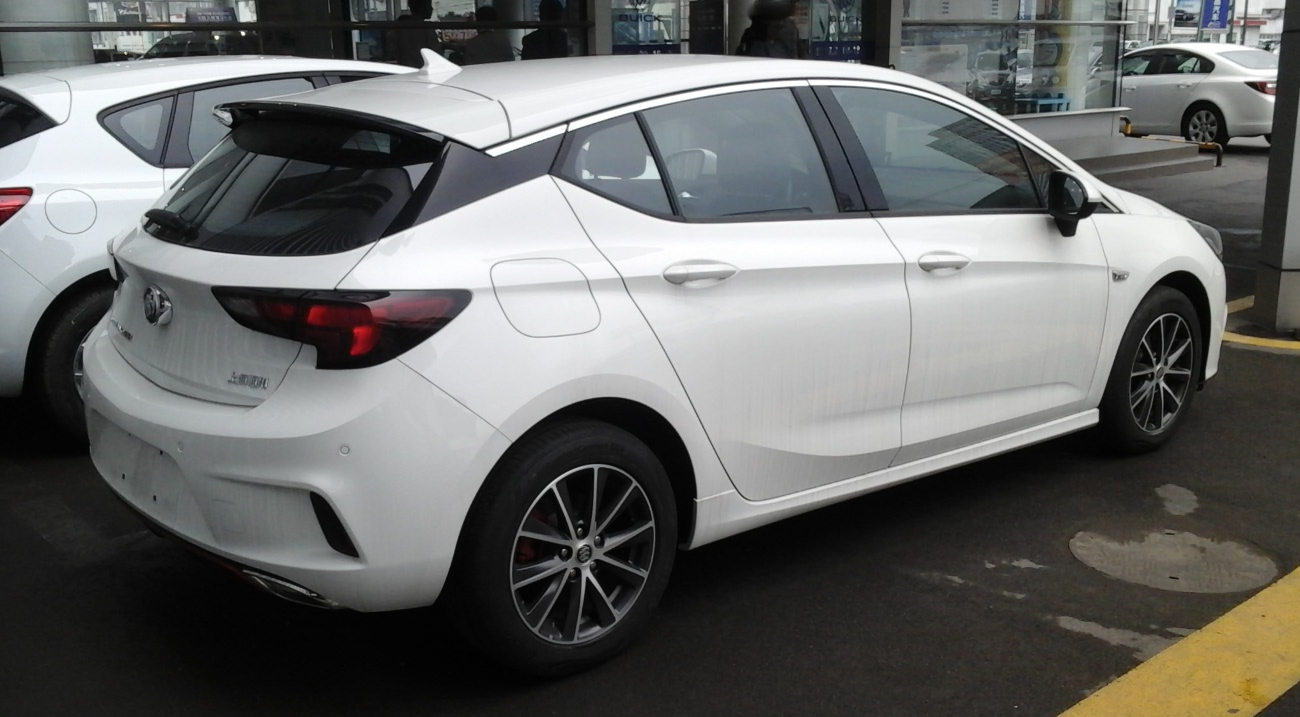
Buick Verano GS - tył

Buick Verano Hatchback został zaprezentowany po raz pierwszy w 2015 roku.
Pięć miesięcy po debiucie chińskiego Buicka Verano w odmianie sedan, Buick zdecydował się poszerzyć ofertę tej linii modelowej o 5-drzwiowego hatchbacka. Zastąpiła ona dotychczasowy model Excelle XT i ponownie jak poprzednik stała się ona lokalną odmianą europejskiego Opla Astry w postaci jego kolejnej, piątej generacji.
Chiński Buick Verano Hatchback zyskał niewielkie różnice wizualne względem europejskiego odpowiednika, różniąc się jedynie inną atrapą chłodnicy przyozdobioną poziomymi, chromowanymi poprzeczkami z centralnie umieszczonym znakiem firmowym Buicka.
Po tym, jak w 2019 roku Buick zmodernizował Verano w wersji sedan, zdecydowano się okroić gamę nadwoziową tylko do jednego wariantu i wycofać ze sprzedaży hatchbacka.

### Verano GS
Równolegle z podstawowym modelem Verano Hatchback, chiński oddział Buicka zdecydował się wzbogacić ofertę pojazdu także o topową, usportowioną odmianę Buick Verano GS. Pod kątem wizualnym została ona upodobniona do australijskiego odpowiednika, Holdena Astry, wyróżniając się większymi wlotami powietrza w zderzaku przednim i dodatkowymi odblaskami w zderzaku tylnym, a także ciemnym malowaniem atrapy chłodnicy i alufelg.
Samochód napędził turbodoładowany silnik benzynowy o pojemności 1,5 litra, wyróżniając się 167 KM i 250 Nm maksymalnego momentu obrotowego, współpracując z sześciostopniową dwusprzęgłową przekładnią automatyczną.

### Silniki
- L4 1.5l LFV
- L4 2.0l LTG

## Druga generacja

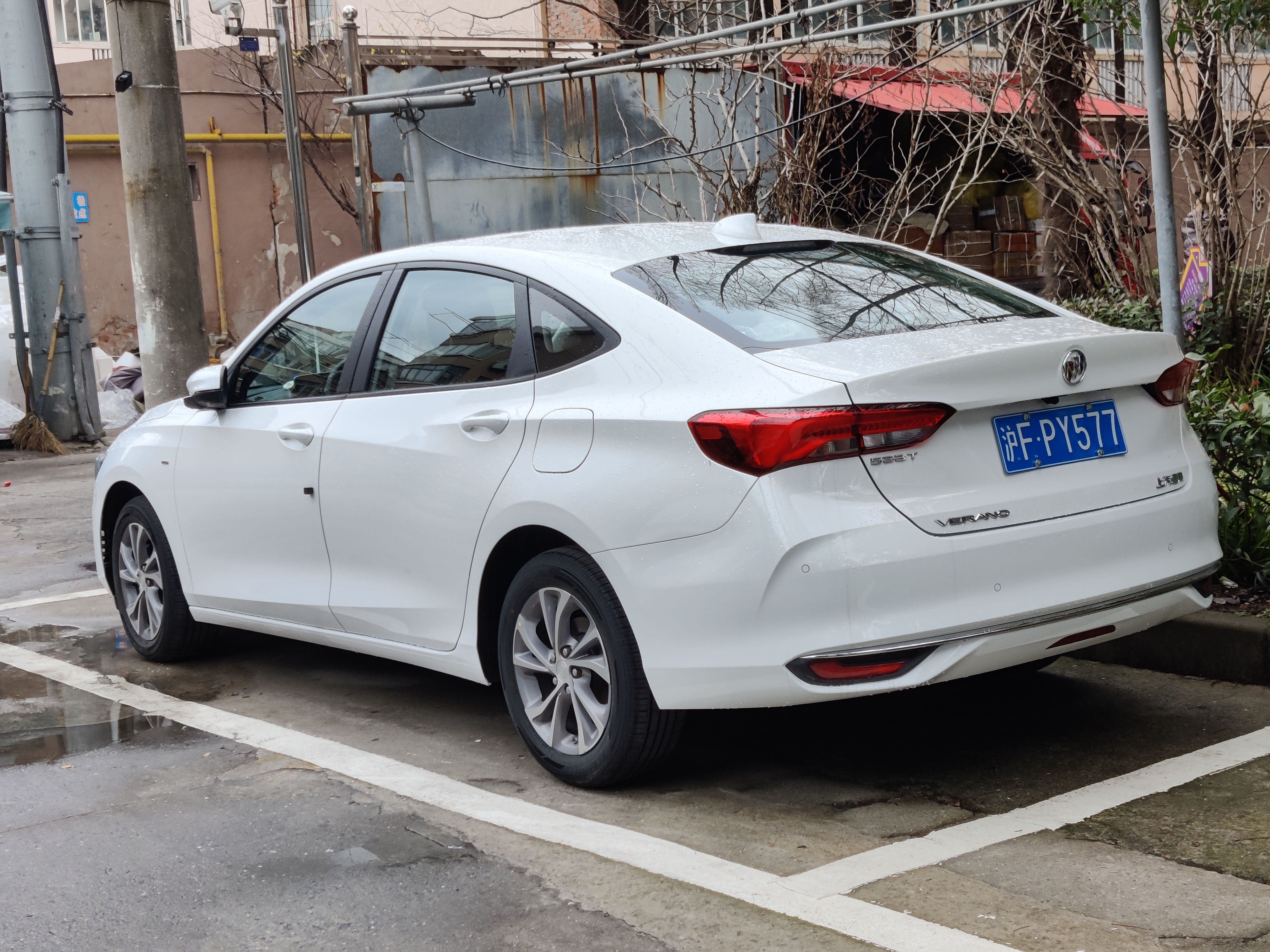
Buick Verano Pro - tył

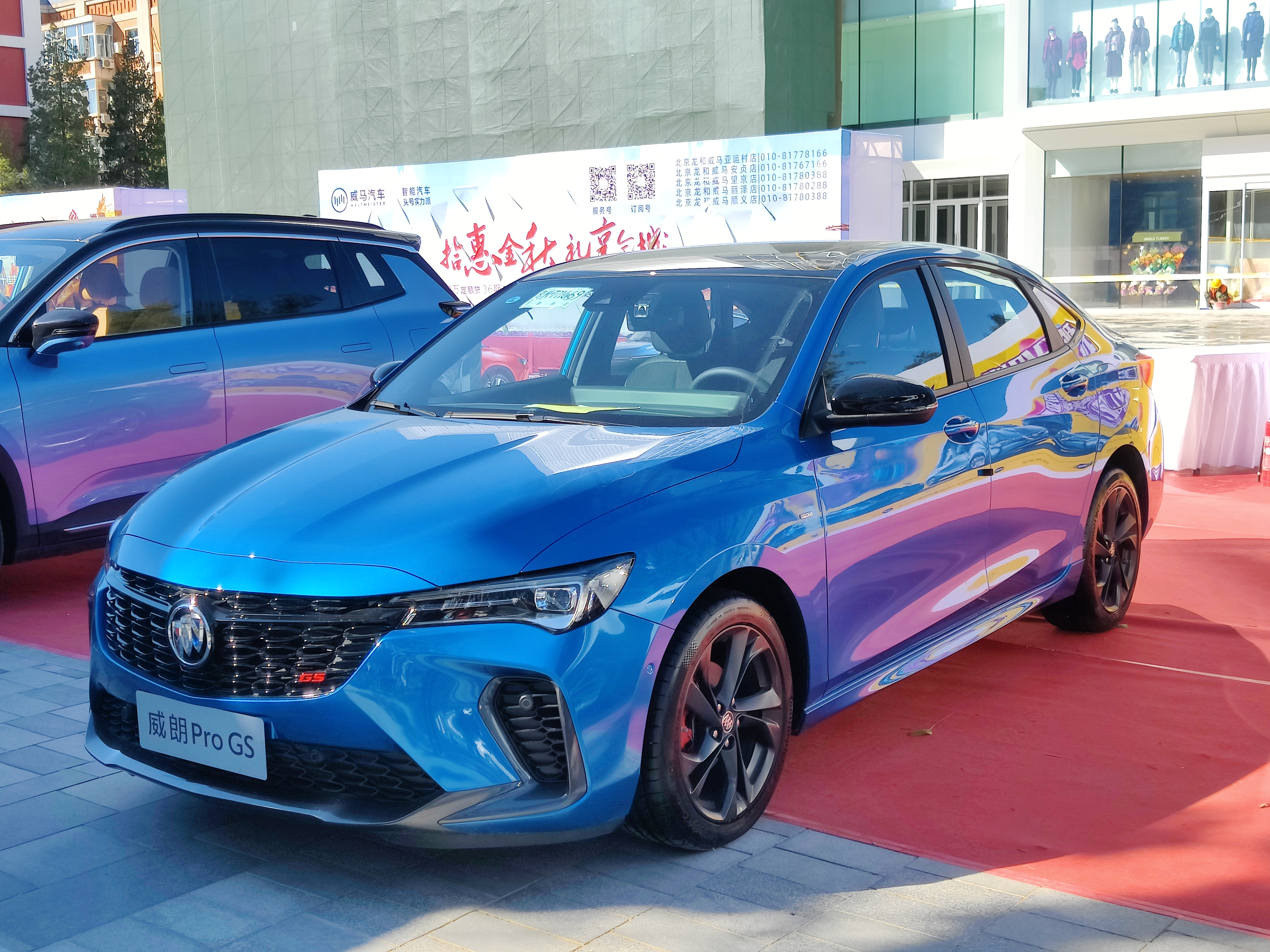
Buick Verano Pro GS

Buick Verano Pro został zaprezentowany po raz pierwszy w 2021 roku.
Po sześciu latach produkcji, chiński oddział Buicka zaprezentował drugą generację modelu Verano, która z racji pozostania w równoległej sprzedaży z poprzednikiem zyskała w nazwie dodatkowy wyróżnik Pro. Pod kątem wizualnym samochód utrzymano w najnowszym języku stylistycznym firmy, wyróżniając się rozległą atrapą chłodnicy przedzieloną chromowaną poprzeczką wraz z szerokimi, agresywnie stylizowanymi reflektorami.
Charakterystycznym rozwiązaniem w kabinie pasażerskiej, którą utrzymano w bardziej minimalistycznym wzornictwie, stał się połączony panel dwóch wyświetlaczy pełniących kolejno funkcję wskaźników oraz systemu multimedialnego. Ten drugi przyjął postać ekranu dotykowego o przekątnej 10,25 cala.

### Verano Pro GS
Równolegle z podstawowym Verano Pro, Buick przedstawił podczas wystawy samochodowej Shanghai Auto Show 2021 także usportowioną odmianę sygnowaną linią GS. Samochód zyskał obszerne modyfiakcje wizualne, na czele z większymi wlotami powietrza w zderzaku przednim, a także dyfuzorem i spojlerem z tyłu, podobnie jak dodając sportowe alufelgi malowane na czarno.

### Silnik
- L4 1.5l Turbo